# Liste ausländischer Fußballspieler in der Thai League 1

## Afghanistan
- Faysal Shayesteh – Songkhla United FC – 2014
- Mustafa Azadzoy – Chiangrai United, Chiangmai FC – 2017, 2019–

## Ägypten
- Islam Mohamed Zaky Sarhan – TTM Customs FC, Osotspa Saraburi FC – 2008, 2010

## Äquatorialguinea
- Thierry Fidjeu – Singhtarua – 2014

## Algerien
- Khaled Kharroubi – BEC Tero Sasana, Osotspa Saraburi – 2011–12
- Otman Djellilahine – BEC Tero Sasana – 2014

## Angola
- Altino da Piedade Brandao – Stock Exchange of Thailand  – 1996
- Aguinaldo Policarpo Mendes Veiga – Ubon United  – 2018

## Argentinien
- Raúl Gastón González – Sriracha FC – 2009
- Daniel Blanco – Army United – 2012–14
- Leandro Torres – Buriram United – 2014
- Leonel Altobelli – Buriram United – 2014
- German Pacheco – Ratchaburi Mitr Phol – 2016
- Nicolás Vélez – Suphanburi FC – 2017
- Mariano Berriex – Ubon United, Sisaket FC – 2017

## Armenien
- Edgar Manucharyan – Ratchaburi Mitr Phol – 2017

## Australien
- Paul Reid – Police United – 2012
- Aleksandar Jovanović – BEC Tero Sasana FC – 2012
- Danny Invincibile – Army United – 2012–13
- Goran Šubara – Bangkok Glass – 2013
- Rocky Visconte – Suphanburi FC – 2013
- Kyle Nix – Chiangrai United FC – 2013
- Michael Beauchamp – PTT Rayong FC – 2014
- Matt Thompson – PTT Rayong FC – 2014
- Brent McGrath – Sisaket FC, Port FC – 2014–15
- Erik Paartalu – Muangthong United – 2014
- Trent McClenahan – PTT Rayong FC – 2014
- Matt Smith – Bangkok Glass – 2015–18
- Francesco Stella – Sisaket FC – 2015
- Michael Cvetkovski – Navy FC – 2015
- Mark Bridge – Chiangrai United – 2016–17
- Henrique Andrade Silva – Chiangrai United – 2017
- Isaka Cernak – Sisaket FC – 2017

## Bahrain
- Jaycee John Okwunwanne – Bangkok United, Air Force United – 2015–18

## Belgien
- Marvin Ogunjimi – Ratchaburi Mitr Phol – 2016

## Bolivien
- Roland Vargas-Aguilera – TTM Customs FC – 2010
- Edivaldo Hermoza – Muangthong United – 2012–13
- Jhasmani Campos – Bangkok Glass – 2017

## Brasilien

### 2007
- Ney Fabiano – Thailand Tobacco Monopoly Customs FC, Chonburi FC, Bangkok Glass, Wuachon United FC, Suphanburi FC – 2007–08, 2010–13

### 2009
- Richard Falcão – PEA – 2009
- Valci Teixeira Júnior – TOT SC, Sisaket FC, TTM Customs FC, Port FC – 2009–12
- Douglas Cob – Chonburi FC, Sriracha FC, BEC Tero Sasana – 2009–11
- Edvaldo Pereira|Edvaldo – Port FC, Chiangrai United – 2009–11
- Diego Pishinin – Sriracha FC – 2009, 2011
- Paulo Roberto de Oliveira Júnior – Pattaya United – 2009
- Mário Da Silva – Port FC, Bangkok United – 2009–13
- Mario Caetano Neto – Chula United, BEC Tero Sasana – 2009–10
- Aron da Silva – Chula United, Sriracha FC, Songkhla United, Army United, Osotspa Samut Prakan FC, Navy FC – 2009–2016

### 2010
- Diego Jota Martins – TTM Phichit FC, Navy FC – 2010–11
- Luiz Eduardo Purchino – Buriram PEA, Sriracha FC, Osotspa Saraburi FC, Police United – 2010–12, 2014
- Anderson Dos Santos – Buriram United, Chonburi FC, Suphanburi FC  – 2010–16, 2018–
- Douglas Rodrigues – Buriram PEA, Ratchaburi Mitr Phol, Saraburi FC – 2010, 2013–15
- Erikson Noguchipinto – Samut Songkhram BTU FC – 2010–11, 2014
- Ricardo Alves Fernandes – Pattaya United – 2010
- Chayene Santos – Muangthong United, Esan United – 2010, 2012
- Cleiton Silva – Osotspa Saraburi FC, BEC Tero Sasana, Muangthong United, Chiangrai United, Suphanburi FC – 2010–13, 2014–16, 2018–19, 2019–

### 2011
- Diego Walsh – TOT SC – 2011–12
- Leandro Assumpção – Chiangrai United, Chonburi FC, Sisaket FC, Muangthong United, Air Force United,  Nakhon Ratchasima FC – 2011–
- Felipe Ferreira de Moraes Honório – Police United, Navy FC – 2011–13, 2016
- Alessandro Antoniak Alves – Army United – 2011–14
- Antônio Cláudio de Jesus Oliveira – Chiangrai United – 2011–12
- Cristiano Lopes – Sriracha FC – 2011
- Leandro Dos Santos – Army United, Police United, Bangkok Glass – 2011–14
- Rafael Souza Silva Novais – Buriram PEA, Bangkok Glass – 2011–12
- Uilian Souza – Chiangrai United – 2011–14
- Leonardo Ferreira da Silva – TTM Chiangmai FC, Chiangrai United – 2011–12
- Antonio Pereira Pina Neto – Osotspa Samut Prakan FC, Pattaya United, Nakhon Ratchasima FC – 2011, 2016–18

### 2012
- Daniel Lins Côrtes – Police United – 2012–13
- Victor Amaro – Samut Songkhram BTU FC, Sisaket FC – 2012–2016
- Júnior Aparecido Guimaro de Souza – BBCU FC, TOT SC – 2012–13, 2015
- Leonardo Ferreira da Silva – TTM Chiangmai FC, Chiangrai United – 2012–13
- Amaury Nunes – TOT SC – 2012
- Paulo Rangel – Muangthong United, Nakhon Ratchasima FC – 2012–13, 2017–18
- Vítor Huvos – Chainat Hornbill FC – 2011
- Tony da Costa Pinho – Army United, Bangkok United – 2012–13
- Thiago Cunha – Chonburi FC – 2012–15, 2017

### 2013
- Gabriel Davis Dos Santos – BEC Tero Sasana – 2013
- Lucas Gaúcho – BEC Tero Sasana – 2013
- Vítor Huvos – Chainat Hornbill FC – 2013
- Jerri Ariel Farias Hahn – Chiangrai United – 2013
- Wellington Katzor de Oliveira – Ratchaburi Mitr Phol – 2013

### 2014
- Fernando de Abreu Ferreira – Chiangrai United – 2014–2015
- Raphael Botti – Army United – 2014–16
- Jeferson Gusmao Maciel – Jeferson – Osotspa Samut Prakan FC – 2014–2016
- Fábio Lopes – Ratchaburi Mitr Phol – 2014
- Luís Carlos Fernandes – Luizinho – Suphanburi FC, Army United – 2014
- Lúcio Maranhão – Buriram United – 2014
- Renan Marques – Chiangrai United, Sukhothai FC, Chonburi FC, Air Force United – 2014–
- Juliano Mineiro Fernandes – Chonburi – 2014–15
- Leandro de Oliveira da Luz – Port FC, Bangkok Glass, Osotspa Samut Prakan FC – 2014–2015
- Márcio Rosário – Suphanburi FC – 2014–2016
- Wellington Cirino Priori – Army United – 2014
- Leandro Tatu – Bangkok United – 2014–2016
- Renan Silva – Songkhla United FC, Chainat Hornbill FC – 2014, 2016
- Heberty Fernandes de Andrade – Heberty – Ratchaburi Mitr Phol, Muangthong United – 2014–15, 2017–

### 2015
- Diogo Luís Santo – Diogo – Buriram United – 2015–18
- Diogo Santos Rangel – Diogo Rangel – Osotspa Samut Prakan FC – 2015
- Gilberto Macena – Buriram United, Bangkok United – 2015–17
- Jandson dos Santos – Jandson – Buriram United, Chiangrai United – 2015, 2017
- Wesley Alex Maiolino – Alex Wesley – Chainat Hornbill FC – 2015–16
- Rodrigo Vergilio – Navy FC, Chonburi FC – 2015–2018
- Vitor Júnior – Navy FC – 2015, 2018
- André Luís Leite – André Luís – Suphanburi FC, Navy FC, Chonburi FC – 2015–17
- Wander Luiz Bitencourt Junior – Wander Luiz – Ratchaburi Mitr Phol – 2015
- Alexssander Medeiros de Azeredo – Alex Medeiros – Army United – 2015
- Addison Alves de Oliveira – Addison Alves – Osotspa Samut Prakan FC, Navy FC – 2015
- Caihame – TOT SC – 2015
- Bruno Lopes – Ratchaburi Mitr Phol – 2015
- Renato Carlos Martins Júnior – Renatinho – Chiangrai United – 2015

### 2016
- Deivdy Reis  – Chainat Hornbill FC – 2016
- Dennis Murillo  – Chiangrai United, Super Power Samut Prakan FC – 2016
- Wellington Bruno da Silva – Wellington  – Chiangrai United – 2016
- Danilo Cirino de Oliveira – Danilo Cirino – Chiangrai United – 2016
- Júnior Negrão – Pattaya United – 2016
- Luiz Otávio Santos de Araújo – Tinga – Suphanburi FC – 2016
- Dellatorre – Suphanburi FC – 2016–2017
- Josimar Rodrigues Souza Roberto – Josimar – Army United, Port FC – 2016–2017
- Kaio Felipe Gonçalves – Kaio Felipe – Buriram United – 2016
- Weslley Smith Alves Feitosa – Weslley Feitosa – Buriram United – 2016
- Carlos Santos de Jesus – Carlos Santos – Ratchaburi Mitr Phol – 2016–2017
- Rodrigo Frauches – Army United – 2016
- Alex Rafael – Sukhothai FC – 2016
- Francisco Manoel Marino Clavero – Chico – Sisaket FC – 2016

### 2017
- Jajá – Buriram United, Muangthong United – 2017–18
- Rogério de Assis Silva Coutinho – Rogérinho – Buriram United – 2017
- Everton Gonçalves Saturnino – Everton – Chiangrai United, Bangkok United – 2017–
- Felipe Azevedo – Chiangrai United – 2017
- Vander Luiz Silva Souza – Vander Luiz – Chiangrai United, Bangkok United – 2018–
- Célio Ferreira dos Santos – Célio – Muangthong United – 2017
- Wellington Priori – Pattaya United – 2017
- Tartá – Police Tero FC – 2017
- Denis Viana da Silva – Denis Viana  – Sisaket FC – 2017
- Guilherme Rodrigues Moreira – Guilherme Moreira – Super Power Samut Prakan FC – 2017
- Diego Assis – Thai Honda FC – 2017–
- Rafael Lima Pereira - Rafinha – Thai Honda FC – 2017
- Ricardo Jesus – Thai Honda FC – 2017–
- Tiago Chulapa – Ubon United – 2017
- Victor Mattos Cardozo – Victor Cardozo – Ubon United, Chiangrai United, PTT Rayong FC – 2017–
- Carlão – Ubon United, Pattaya United, Samut Prakan City FC  – 2017, 2018–
- Thiago Ferreira dos Santos – Thiago – Ubon United  – 2017
- Rafael Bastos – Buriram United – 2017
- Rodrigo Maranhão – Sukhothai FC – 2017
- Elizeu Araújo de Melo Batista – Elizeu – Suphanburi FC – 2017
- Gustavo Claudio – Thai Honda FC – 2017
- Roninho – Thai Honda FC – 2017
- Rafael Coelho – Chiangrai United – 2017

### 2018
- Robson dos Santos Fernandes – Robson – Bangkok United – 2018–
- Edgar Bruno da Silva – Edgar – Buriram United – 2018
- Osvaldo Lourenço Filho – Osvaldo – Buriram United – 2018–
- Lukian Araújo de Almeida – Lukian – Pattaya United, Chonburi FC – 2018–
- Ciro Henrique Alves Ferreira e Silva – Ciro – Chonburi FC – 2018
- Rafinha – Pattaya United – 2018
- Marcos Vinícius dos Santos Silva – Marcos Vinícius – Police Tero FC – 2018
- Douglas Tanque – Police Tero FC – 2018
- Jonatan Ferreira Reis – Jonatan Reis – PT Prachuap FC – 2018
- Bill – Ratchaburi Mitr Phol, Chiangrai United – 2018–
- Felipe Menezes – Ratchaburi Mitr Phol – 2018–
- Rômulo Cabral Pereira Pinto – Rômulo – Suphanburi FC – 2018
- Rodrigo Paraná – Ubon United – 2018
- Brinner Henrique Santos Souza – Brinner – Ubon United,  Chiangrai United – 2018–
- William Henrique – Chiangrai United – 2018–
- David Bala – Bangkok Glass, 'Chiangmai FC – 2018–
- Matheus Alves – Chonburi FC, PT Prachuap FC − 2018–
- Dirceu – Ratchaburi Mitr Phol – 2018–
- Carlão – Pattaya United, Samut Prakan City FC – 2018–

### 2019
- Eliandro – Chiangmai FC – 2019–
- Evson Patrício – Chiangmai FC – 2019–
- Ibson Melo – Samut Prakan City FC – 2019–

## Bulgarien
- Lyuben Nikolov – Sisaket FC, Super Power Samut Prakan FC – 2015–17
- Gerasim Zakov – Sisaket FC – 2015

## Burkina Faso
- Valéry Sanou – Muangthong United, Sriracha FC – 2009

## Chile
- Nelson San Martín – Bangkok Glass – 2009
- Ramsés Bustos – Buriram United, Super Power Samut Prakan FC – 2013, 2017

## China
- Li Xiang – Khon Kaen FC – 2011

## Demokratische Republik Kongo
- Belux Bukasa Kasongo – BEC Tero Sasana – 2013–14
- Joël Sami – Ratchaburi Mitr Phol – 2017–

## Costa Rica
- José Luis Cordero – Ratchaburi Mitr Phol – 2013
- César Elizondo – Buriram United – 2013
- José Mena – Bangkok Glass – 2013–14
- Ariel Francisco Rodríguez – Bangkok Glass, PTT Rayong FC – 2016–17, 2018–
- Diego Madrigal – Suphanburi FC – 2017

## Curaçao
- Shelton Martis – Osotspa Saraburi FC – 2014
- Prince Rajcomar – BEC Tero Sasana FC – 2015

## Demokratische Volksrepublik Korea (Nordkorea)
- Ri Myong-jun – Port FC – 2012
- Choe Kum-Chol – Muangthong United – 2012
- Pak Nam-chol – Muangthong United, Sisaket FC – 2013–14
- Ri Kwang-chon – Muangthong United – 2012–14

## Deutschland
- Sasa Disic – Pattaya United – 2009–10
- Björn Lindemann – Army United, Suphanburi FC, Nakhon Ratchasima FC, Navy FC, Sisaket FC – 2012–17
- Chinedu Ede – Bangkok United – 2017

## Dänemark
- Henrik Jørgensen – Raj-Pracha FC – 1996–97
- Sebastian Svärd – Songkhla United FC – 2014

## El Salvador
- Christian Castillo – Suphanburi FC – 2013
- Nelson Bonilla – Sukhothai FC, Bangkok United – 2018–

## Elfenbeinküste

### 2003
- Mohamed Koné – Krung Thai Bank FC, Chonburi FC, Muangthong United, TOT SC – 2003–07, 2009–14

### 2004
- Kafoumba Coulibaly – Chonburi FC, BEC Tero Sasana – 2004–07

### 2005
- Hervé Kambou – BEC Tero Sasana – 2005–07
- Hamed Koné – Chonburi FC – 2005–09

### 2006
- Badra Ali Sangaré – Chonburi FC, BEC Tero Sasana – 2006–08
- Fodé Bangaly Diakité – Chonburi FC, Pattaya United, BEC Tero Sasana – 2006, 2008, 2012–15, 2017
- Koné Kassim – Osotspa Samut Prakan FC, Krung Thai Bank, Bangkok Glass – 2006–10
- Goore Landry Romeo – Chonburi FC, Thai Honda FC – 2006–07

### 2007
- Kignelman Athanase – Navy FC, Pattaya United – 2007, 2009
- Bireme Diouf – Samut Songkhram BTU FC, Muangthong United, Chonburi FC, Suphanburi FC, Saraburi FC, Sukhothai FC, Chainat Hornbill FC – 2007–2009, 2010–
- Bamba Gaoussou – Suphanburi FC, Osotspa Samut Prakan FC, BEC Tero Sasana – 2007–09

### 2008
- Jean-Baptiste Akassou – BEC Tero Sasana – 2008–09
- Kouadio Pascal – TOT SC, Buriram PEA, Esan United – 2008–10, 2012

### 2009
- Henri Jöel – Buriram PEA, Ratchaburi Mitr Phol – 2009–10, 2013–15
- Dango Siaka – Muangthong United – 2009–14
- Yaya Soumahoro – Muangthong United – 2009–10
- Jacques Tioye – Bangkok United – 2009

### 2010
- Abdoul Coulibaly – Muangthong United – 2010
- Christian Kouakou – Muangthong United – 2010–12
- Koné Seydou – Buriram PEA, Songkhla United FC, Samut Songkhram BTU FC – 2010, 2012–14

### 2011
- Diarra Ali – Muangthong United, Port FC, BBCU FC – 2011, 2015 – 2016

### 2014
- Kouassi Yao Hermann – Air Force United – 2014
- Amadou Ouattara – PTT Rayong FC, Navy FC, Nakhon Ratchasima FC  – 2014, 2018–

### 2015
- Bernard Henri Doumbia – Saraburi FC, Chainat Hornbill FC – 2015, 2018–

## England
- Robbie Fowler – Muangthong United – 2011
- Chris Brandon – BEC Tero Sasana – 2011
- Romone Rose – Muangthong United – 2011
- Bas Savage – TOT SC – 2012–15
- Jay Bothroyd – Muangthong United – 2014
- Jay Simpson – Buriram United – 2014
- Rohan Ricketts – PTT Rayong FC – 2014
- Lee Tuck – Air Force United, Nakhon Ratchasima FC – 2014–15
- Leroy Lita – Sisaket FC – 2017

## Finnland
- Toni Kallio – Muangthong United – 2011

## Frankreich
- David Le Bras – BEC Tero Sasana, Chonburi FC – 2007–08
- Geoffrey Doumeng – Chonburi FC – 2011–12
- Christian Nadé – Samut Songkhram BTU FC – 2011–13
- Flavien Michelini – Bangkok Glass, Ratchaburi Mitr Phol – 2011–15
- Goran Jerković – Buriram United, Bangkok Glass, Army United – 2012–14
- Anthony Moura-Komenan – Osotspa Samut Prakan FC – 2012–2017
- Romain Gasmi – Bangkok United, Bangkok Glass – 2013–15, 2016
- Jonathan Béhé – BEC Tero Sasana – 2013
- Michaël Murcy – Police United, Chainat Hornbill FC – 2013–15
- Jonathan Matijas – Songkhla United FC – 2013
- Antonin Trilles – Bangkok United – 2013–14
- Michaël N'dri – Muangthong United, Police Tero FC – 2016–18
- Florent Sinama Pongolle – Chainat Hornbill FC – 2016, 2018
- Yohan Tavares – Bangkok United – 2017

## Georgien
- Giorgi Tsimakuridze – TOT SC, TTM Chiangmai FC, Bangkok Glass – 2010, 2012
- Zourab Tsiskaridze – Bangkok Glass – 2014

## Ghana
- Owusu Hayford – Nakhon Pathom United FC – 2007–08
- Victor Mensah – PEA – 2008–09
- Evans Mensah – Osotspa Samut Prakan FC – 2009–11
- Christian Egba – Osotspa Saraburi FC, Port FC – 2009–10
- Emmanuel Frimpong – Sisaket FC – 2010-11
- Frank Acheampong – Buriram United – 2011–13
- James Dissiramah – Sisaket FC – 2011
- Gilbert Koomson – BEC Tero Sasana, Samut Songkhram FC – 2012–15
- Issac Honey – BEC Tero Sasana, Samut Songkhram FC, Air Force United – 2013–14
- Dominic Adiyiah – Nakhon Ratchasima FC – 2015–18
- Prince Amponsah – Chonburi FC – 2016–

## Guadeloupe
- Thomas Gamiette – BEC Tero Sasana – 2014

## Guam
- Brandon McDonald – Chainat Hornbill FC – 2015

## Guinea
- Aly Camara – Army United, TTM Samut Sakhon – 2006–09
- Sylla Moussa – Army United, Muangthong United, BBCU FC – 2006–12
- Lonsana Doumbouya – PT Prachuap FC – 2018–

## Guinea-Bissau
- Frédéric Mendy – Bangkok Glass – 2018–

## Haiti
- Yves Desmarets – PTT Rayong FC – 2014
- Pascal Millien – Samut Songkhram BTU FC – 2014

## Honduras
- Georgie Welcome – BEC Tero Sasana, Navy FC – 2014–15

## Island
- Sölvi Ottesen – Buriram United – 2017

## Indonesien
- Greg Nwokolo – Chiangrai United, BEC Tero Sasana – 2012, 2015–16
- Irfan Bachdim – Chonburi FC – 2013
- Sergio van Dijk – Suphanburi FC – 2014–15
- Terens Puhiri – Port FC – 2018

## Iran
- Mohsen Bayatinia – Sisaket FC – 2015
- Mehrdad Pooladi – Bangkok United – 2017–18

## Irak
- Hussein Alaa Hussein – Bangkok United – 2013

## Irland
- Niall Quinn – BEC Tero Sasana – 2004
- Billy Mehmet – Bangkok Glass – 2013
- Andy Keogh – Ratchaburi Mitr Phol – 2015

## Jamaika
- Richard Langley – Pattaya United – 2010–11

## Japan

### 2007
- Masahiro Fukasawa – Bangkok United, Bangkok United – 2007, 2010

### 2008
- Masao Kiba – Customs United FC – 2008
- Ryuji Sueoka – Bangkok University – 2008

### 2009
- Yoshiaki Maruyama – Chonburi FC, Port FC – 2009–10
- Hironori Saruta – Sriracha FC, Bangkok Glass, Port FC, Chiangrai United – 2009–2016

### 2010
- Takahiro Kawamura – Police United, TOT SC, BEC Tero Sasana – 2010–15, 2016
- Hiroshi Morita – Port FC – 2010
- Isao Kubota – Samut Songkhram BTU FC – 2010
- Keisuke Ogawa – Pattaya United, Chiangrai United – 2010–12, 2014
- Kunihiko Takizawa – Bangkok Glass – 2010–11
- Hiroyuki Yamamoto – TTM Customs FC, Pattaya United – 2010–11
- Nobuyuki Zaizen – Muangthong United, BEC Tero Sasana – 2010–11

### 2011
- Yuya Iwadate – TTM Customs FC – 2011
- Hiromichi Katano – Osotspa Saraburi FC, Sukhothai FC – 2011–14, 2016–17
- Kazuto Kushida – Chonburi FC, Chainat Hornbill FC – 2011–2016
- Kazuya Myodo – Pattaya United – 2011

### 2012
- Yusuke Kato – BEC Tero Sasana, Samut Songkhram BTU FC – 2012, 2014
- Ryuki Kozawa – Pattaya United – 2012
- Kai Hirano – Buriram United, Army United – 2013–14, 2015–2016
- Suguru Hashimoto – Osotspa Saraburi FC – 2013
- Shinnosuke Honda – Bangkok Glass – 2013
- Kazuki Murakami – Chiangrai United , Chainat Hornbill FC  – 2013–2016, 2019–
- Sho Shimoji – BEC Tero Sasana, Chainat Hornbill FC – 2013–14, 2016

### 2014
- Daiki Iwamasa – BEC Tero Sasana – 2014
- Teruyuki Moniwa – Bangkok Glass  – 2014
- Norihiro Nishi – Police United – 2014
- Robert Cullen – Suphanburi FC – 2014
- Hayato Hashimoto – Chonburi FC – 2014
- Yuji Funayama – Army United – 2014
- Genki Nagasato – Ratchaburi Mitr Phol, Port FC – 2014–15, 2017
- Goshi Okubo – Bangkok Glass – 2014–15
- Keita Sugimoto – Chiangrai United – 2014–15
- Yutaka Tahara – Samut Songkhram BTU FC – 2014
- Terukazu Tanaka – Sisaket FC – 2014

### 2015
- Naoaki Aoyama – Muangthong United – 2015–18
- Jun Marques Davidson – Navy FC – 2015
- Satoshi Nagano – Nakhon Ratchasima FC – 2015–2016

### 2016
- Takuya Murayama – Ratchaburi Mitr Phol – 2016
- Yukiya Sugita – Pattaya United – 2016

### 2017
- Jurato Ikeda – Bangkok Glass – 2017–
- Ryotaro Nakano – Chonburi FC – 2017
- Takafumi Akahoshi – Ratchaburi Mitr Phol, Suphanburi FC – 2018–
- Yusei Ogasawara – Sisaket FC – 2017
- Tatsuro Inui – Thai Honda FC – 2017
- Michitaka Akimoto – Thai Honda FC – 2017
- Kenta Yamazaki – Ubon United – 2017

### 2019
- Mike Havenaar - Bangkok United - 2019–
- Hajime Hosogai - Buriram United - 2019–

## Kambodscha
- Khim Borey – Sisaket FC – 2011

## Kamerun

### 2004
- Eric Kamdem Kamdem – BEC Tero Sasana – 2004

### 2006
- Jules Baga – Chonburi FC, Songkhla United FC, Chainat Hornbill FC – 2006–08, 2010–11, 2012–14

### 2007
- Tchoumi Houmi Elvis – Samut Songkhram BTU FC – 2007
- Michel Charlin Tcheumaleu – Osotspa Samut Prakan FC, Samut Songkhram BTU FC – 2007–09

### 2008
- Mballa Zambo – Samut Songkhram BTU FC – 2008
- Bangnolac Jean Franklin – Port FC, BEC Tero Sasana FC – 2008–09
- Eric Fotou Kamdem – BEC Tero Sasana FC – 2008
- Djanal Herve Pierre – Customs United FC, Samut Songkhram BTU FC, Bangkok Glass – 2008–09, 2012

### 2009
- Paul Ekollo – TTM Samut Sakhon FC, Bangkok Glass, Pattaya United, Bangkok United – 2009–13
- Moudourou Moise – Port FC, Chainat Hornbill FC – 2009–10, 2012
- Ulrich Munze – Port FC, Esan United – 2009–12

### 2010
- Njie Ngenevu Divine – Sisaket FC, Samut Songkhram BTU FC, Suphanburi FC – 2010–14
- Berlin Ndebe-Nlome – Chonburi FC – 2010–11
- Ludovick Takam – Pattaya United, Chonburi FC, Police United – 2010–13

### 2011
- Clarence Bitang – Buriram PEA, Chainat Hornbill FC – 2011–12
- Yves Ekwalla Herman – Buriram United – 2011–12
- Florent Obama – Buriram PEA, Chainat Hornbill FC – 2011–13
- Franck Ohandza – Buriram PEA – 2011–12
- Theodore Yuyun – Osotspa Saraburi FC – 2011–12

### 2012
- Matthew Mbuta – Army United – 2012
- Valery Hiek – Bangkok Glass, Chainat Hornbill FC – 2012–14
- John Mary – Buriram United – 2012
- Yannick Ossok – Police United – 2012

### 2013
- Elvis Job – Songkhla United FC – 2013
- Christ Mbondi – Bangkok Glass – 2013
- Mbengono Yannick – Chainat Hornbill FC – 2013

### 2014
- William Modibo – Osotspa Saraburi FC – 2014

### 2015
- David Bayiha – Navy FC, Sukhothai FC – 2015–16

### 2016
- Dooh Moukoko  – BBCU FC – 2016

### 2017
- Marcel Essombé – Ratchaburi Mitr Phol – 2017

## Kanada
- Dave Simpson – Chonburi FC – 2010
- Anthony Adur – TOT SC – 2010–2012

## Kirgisistan
- Anton Zemlianukhin – Sisaket FC, Sukhothai FC – 2016–2017

## Kolumbien
- Jhon Obregón – Ratchaburi Mitr Phol – 2013

## Kosovo
- Bajram Nebihi – Ubon United, Chiangrai United – 2017–

## Kroatien
- Ante Rožić – Suphanburi FC – 2013
- Antun Palić – Bangkok United – 2014
- Aleksandar Kapisoda – Air Force United – 2018–

## Laos
- Lamnao Singto – PEA FC – 2009
- Khampheng Sayavutthi – Khon Kaen FC – 2011
- Kanlaya Sysomvang – Khon Kaen FC – 2011
- Ketsada Souksavanh – Super Power Samut Prakan FC – 2017

## Libanon
- Soony Saad – Pattaya United – 2016

## Litauen
- Nerijus Valskis – Ratchaburi Mitr Phol – 2018–

## Mazedonien
- Mario Gjurovski – Muangthong United, Bangkok United, Bangkok Glass, Muangthong United – 2012–
- Muzafer Ejupi – Songkhla United FC – 2014
- Baže Ilijoski – Bangkok Glass – 2014
- Borče Manevski – Chainat Hornbill FC – 2014
- Darko Tasevski – Bangkok Glass, Suphanburi FC – 2014–2016
- Krste Velkoski – Nakhon Ratchasima FC – 2017

## Madagaskar
- Guy Hubert – BEC Tero Sasana, Samut Songkhram BTU FC, Saraburi FC – 2008–10, 2013–15
- Dimitri Carlos Zozimar – BEC Tero Sasana – 2009
- Baggio Rakotonomenjanahary - Jhon Baggio – Sukhothai FC – 2016–
- Njiva Rakotoharimalala – Sukhothai FC – 2018–

## Malaysia
- Kiko Insa – Bangkok Glass – 2018
- Curran Singh Ferns – Sukhothai FC – 2018–
- Shahrel Fikri – Nakhon Ratchasima FC – 2018–

## Mali
- Kalifa Cissé – Bangkok United, Bangkok Glass, Police Tero FC – 2014–17
- Modibo Maïga – Buriram United − 2019–

## Martinique
- Steeven Langil – Ratchaburi Mitr Phol – 2019–

## Montenegro
- Đorđije Ćetković – Buriram United – 2012
- Marko Ćetković – Buriram United – 2012
- Dejan Vukadinović – Chainat Hornbill FC – 2012
- Dragan Bošković – Suphanburi FC, Bangkok United, Port FC – 2013–
- Bojan Božović – Chainat Hornbill FC – 2013
- Ivan Bošković – Chonburi FC, BEC Tero Sasana, Sisaket FC – 2013–14, 2015–16
- Radomir Đalović – BEC Tero Sasana – 2014
- Andrija Delibašić – Ratchaburi Mitr Phol – 2014
- Nikola Nikezić – Chainat Hornbill FC – 2014
- Admir Adrović – Sukhothai FC – 2017
- Adnan Orahovac – PT Prachuap FC – 2018–

## Marokko
- Alharbi El Jadeyaoui  – Ratchaburi Mitr Phol – 2017

## Myanmar
- Myo Hlaing Win – Singha-Thamrongthai FC – 1996
- Than Toe Aung – Singha-Thamrongthai FC – 1996
- Than Wai – Singha-Thamrongthai FC – 1996
- Aung Tan Tan – Port FC – 1996
- Kyaw Ko Ko – Chiangrai United, Samut Prakan City FC – 2018–
- Nanda Lin Kyaw Chit –  PT Prachuap FC – 2018–
- Aung Thu – Police Tero FC, Muangthong United – 2018–
- Zaw Min Tun –  Chonburi FC – 2019–
- Sithu Aung –  Chonburi FC – 2019–

## Namibia
- Lazarus Kaimbi – Osotspa Saraburi FC, Bangkok Glass, Chiangrai United, Suphanburi FC – 2011–17
- Tangeni Shipahu – Osotspa Saraburi FC, Army United – 2012–15
- Sadney Urikhob – Saraburi FC, Super Power Samut Prakan FC, Police Tero FC – 2015–17

## Niederlande
- Randy Rustenberg – Pattaya United – 2011
- Adnan Barakat – Muangthong United, Army United, Songkhla United FC – 2012–14
- Mitchell Kappenberg – Chiangrai United – 2013
- Rutger Worm – Chiangrai United – 2013
- Melvin de Leeuw – Army United – 2015
- Luciano Dompig – TOT SC – 2015
- Sylvano Comvalius – Saraburi FC – 2018–

## Neuseeland
- Kayne Vincent – Songkhla United FC, Buriram United, Port FC – 2014–15

## Niger
- Issoufou Boubacar Garba – Muangthong United – 2011
- Abdoul Aziz Hamza – BEC Tero Sasana – 2006–08

## Nigeria
- Jacob Aikhionbare – Port FC, BBCU FC – 2008–12
- Samuel Ajayi – Bangkok Glass, Chonburi FC, Samut Songkhram BTU FC – 2008–14
- Patrick Sunday – TTM Phichit FC – 2010
- Efe Jerry Obode – Pattaya United, Samut Songkhram BTU FC – 2010–11, 2013
- Binawari Williams Ajuwa – BEC Tero Sasana – 2011
- Ekele Udojoh – BEC Tero Sasana – 2011
- O. J. Obatola – Pattaya United, Osotspa Samut Prakan FC, Sisaket FC – 2011–12, 2015
- Ikechukwu Kalu – Singhtarua FC – 2014
- Kelechi Osunwa – BEC Tero Sasana – 2014
- Adefolarin Durosinmi – Sisaket FC, Navy FC – 2015–17
- Marco Tagbajumi – Nakhon Ratchasima FC – 2016
- Victor Igbonefo – Chiangrai United, Osotspa Samut Prakan FC, Navy FC, Nakhon Ratchasima FC – 2012, 2015–17

## Österreich
- Roland Linz – Muangthong United – 2013

## Pakistan
- Zesh Rehman – Muangthong United – 2011

## Palästina
- Jaka Ihbeisheh – Police Tero FC – 2017
- Matías Jadue – Port FC  – 2017
- Carlos Salom – Bangkok United  – 2018–

## Paraguay
- Francisco Aldo Barreto Miranda – Aldo Barreto – BEC Tero Sasana – 2004–05
- Anggello Machuca – BEC Tero Sasana, Navy FC – 2010–11, 2015–16
- Javier Acuña – Ratchaburi Mitr Phol – 2017

## Philippinen
- Javier Patiño – Buriram United – 2013–14, 2018–
- Hikaru Minegishi – Pattaya United – 2018
- Mark Hartmann – Ubon United  – 2018–
- Michael Falkesgaard – Bangkok United – 2018–
- Luke Woodland – Suphanburi FC – 2018–
- Stephan Palla – Buriram United – 2018–

## Polen
- Łukasz Gikiewicz – Ratchaburi Mitr Phol, BEC Tero Sasana – 2016

## Portugal
- Zezinando – Samut Songkhram BTU FC, Air Force United – 2011–12, 2014
- Jaime Bragança – Chonburi FC – 2014
- Yannick Djaló – Ratchaburi Mitr Phol – 2016
- Bruno Moreira – Buriram United – 2016

## Rumänien
- Leontin Chițescu – Chiangrai United – 2011

## Russland
- Rod Dyachenko – Samut Songkhram BTU FC, Pattaya United – 2011–14

## Schottland
- Stuart Kelly – Khon Kaen FC – 2011
- Steven Robb – Port FC – 2011–13
- Mark Burchill – Esan United – 2012

## Senegal
- Mohamed Moustapha N'diaye – Muangthong United – 2009

## Serbien
- Vladimir Ribić – Chonburi FC – 2011
- Zoran Rajović – BEC Tero Sasana – 2011
- Darko Rakočević – Chonburi FC, Songkhla United FC – 2011–14
- Rodoljub Paunović – TOT SC – 2012
- Miloš Bogunović – Bangkok United – 2013–14
- Žarko Jeličić – TOT SC – 2013
- Nikola Komazec – Suphanburi FC, Pattaya United – 2013, 2015
- Milan Bubalo – Muangthong United, Pattaya United, BEC Tero Sasana  – 2014, 2015, 2016
- Marko Perović – Chainat Hornbill FC – 2014
- Predrag Sikimić – Singhtarua FC – 2014
- Bojan Beljić – BEC Tero Sasana – 2015
- Sreten Sretenović – BEC Tero Sasana – 2016
- Miloš Bosančić – BEC Tero Sasana – 2016
- Bojan Dubajić – Sisaket FC – 2016
- Miloš Stojanović – Pattaya United – 2017
- Andrija Kaluđerović – Port FC  – 2017
- Aleksandar Jevtić – Pattaya United – 2017

## Sierra Leone
- Ishmail Kamara – Thai Honda FC – 2007
- Shaka Bangura – Samut Songkhram BTU FC – 2013

## Singapur
- John Wilkinson – Police United – 2011
- Hassan Sunny – Army United – 2015–16
- Zulfahmi Arifin – Chonburi FC – 2018
- Baihakki Khaizan – Trat FC – 2019–
- Gabriel Quak – Navy FC – 2018

## Slowakei
- Miroslav Tóth – TOT SC, Muangthong United – 2010–11
- Marián Juhás – TOT SC, Pattaya United – 2010–13
- Peter Ďurica – Sisaket FC – 2013
- Zdenko Kaprálik – Army United – 2014–15

## Slowenien
- Matej Rapnik – Police United – 2014

## Südafrika
- Daniel Mbuizeo – Samut Songkhram BTU FC – 2010

## Republik Korea (Südkorea)

### 2008
- Won Yoo-hyun – TTM Chiangmai FC – 2008–12

### 2010
- Jang Gil-hyeok – Navy FC, Ratchaburi Mitr Phol – 2010, 2013–14
- Jang Gil-yeong – Navy FC, Bangkok United – 2010-11
- Kim Dae-kyung – Navy FC – 2010
- Lee Ho-jin – Police United – 2010
- Lee Jung-yong – Sisaket FC – 2010

### 2011
- Jung Ho-jin – TTM Phichit FC, Sisaket FC, Samut Songkhram BTU FC – 2011–13
- Lee Gwang-jae – TTM Phichit FC – 2011
- Shin Young-chol – Navy FC – 2011
- Lee han-kuk - Police United, Samut Songkhram BTU FC, TOT SC – 2011–2014

### 2012
- Park Jae-hong – Police United – 2012
- Park Jae-hyun – Samut Songkhram BTU FC – 2012–13
- Jeon Kwang-jin – Chonburi FC – 2012
- Lee Dong-won – Chainat Hornbill FC – 2012
- Lee Jun-ki – TOT SC – 2012–15
- Kim Young-kwang – BBCU FC – 2012

### 2013
- Cho Jin-soo – Ratchaburi Mitr Phol – 2013
- Bang Seung-hwan – Muangthong United, Air Force United, Navy FC – 2013–14, 2017
- Han Jae-woong – Buriram United – 2013
- Jo Tae-keun – Chainat Hornbill FC – 2013–2016
- Jung Chul-woon – Pattaya United – 2013
- Jung Ji-soo – Pattaya United – 2013
- Jung Myung-oh – Army United , Suphanburi FC, Sukhothai FC – 2013–14, 2017–
- Kim Tae-young – Sisaket FC, Suphanburi FC, Songkhla United FC – 2013–14
- Kim Yoo-jin – Muangthong United, Bangkok United – 2013–14
- Kwon Jun – BEC Tero Sasana – 2013

### 2014
- Kim Dong-jin – Muangthong United – 2014–15
- Lee Sang-ho  – Singhtarua FC – 2014
- Ko Ki-gu – TOT SC – 2014
- Gong Tae-ha – TOT SC – 2014
- Joo Sung-hwan – Singhtarua FC – 2014
- Kim Geun-chul – Singhtarua FC – 2014
- Kim Tae-min – Police United – 2014
- Kim Tae-yoon – Samut Songkhram BTU FC – 2014
- Lee Hyun-jin – Chainat Hornbill FC, Army United – 2014
- Lee Soung-yong – PTT Rayong FC – 2014
- Lim Hyun-woo – Singhtarua FC – 2014
- Park Jung-soo – Chainat Hornbill FC – 2014–15

### 2015
- Cho Byung-kuk – Chonburi FC – 2015
- Son Dae-ho – BEC Tero Sasana – 2015
- Go Seul-ki – Buriram United, Port FC – 2015–17, 2019–
- Dai Min-Joo – Saraburi FC – 2015
- Lee Seung-hee – Suphanburi FC
- Lee Ho – Port FC – 2015

### 2016
- Kim Jin-kyu – Pattaya United – 2016
- Kim Jung-woo – BEC Tero Sasana – 2016
- Kim Cheol-ho – Chonburi FC – 2016
- Kim Jong-pil – Chonburi FC – 2016
- Jung Hoon – Suphanburi FC – 2016
- Woo Geun-jeong – BBCU FC – 2016
- Ma Sang-hoon – BBCU FC – 2016
- Kim Seung-yong – Buriram United, Suphanburi FC – 2016
- Ahn Jae-hoon – Osotspa Samut Prakan FC – 2016
- Yoo Jae-ho – Pattaya United – 2016

### 2017
- Lee Ho – Muangthong United – 2017–
- Kim Tae-yeon  – Pattaya United, Samut Prakan City FC – 2017–
- Lee Won-young – Pattaya United – 2017–2018
- Kim Dong-chan – Police Tero – 2017–
- Lee Keon-Pil – Super Power Samut Prakan FC – 2017

### 2018
- Lee Yong-rae – Chiangrai United – 2018–
- Yoo Jun-soo – Buriram United – 2018–
- Park Jong-oh – Chainat Hornbill FC – 2018–
- Kim Gyeong-min – Chonburi FC – 2018–
- Lee Won-jae – Nakhon Ratchasima FC – 2018–
- Lee Jeong-geun – Police Tero FC – 2018–
- Kim Sung-hwan – Port FC – 2018–
- Kwon Dae-hee – PT Prachuap FC – 2018–
- Kang Soo-il – Ratchaburi Mitr Phol – 2018–

## Sambia
- Noah Chivuta – Nakhon Ratchasima FC – 2015–2016

## Spanien

### 2012
- José Pedrosa Galán – Chainat Hornbill FC – 2012
- Arzu – BEC Tero Sasana – 2012–13
- José Franco Gómez - Regino – BEC Tero Sasana – 2012
- Osmar Barba|Osmar Ibáñez – Buriram United, Police Tero FC – 2012–13

### 2013
- Jesús Berrocal – Buriram United – 2013
- Bruno Herrero Arias – Bruno – Buriram United – 2013
- Juan Quero – Buriram United, Chonburi FC, Ratchaburi Mitr Phol – 2013–14
- Carmelo González – Buriram United, Suphanburi FC – 2013–16

### 2014
- Albert Manteca – Sisaket FC – 2014
- Gorka Unda – Sisaket FC, Port FC – 2014–15
- Rafael Wellington – PTT Rayong FC – 2014
- Aritz Borda – Muangthong United – 2014
- Godwin Antwi – Sisaket FC – 2014
- Óscar Pérez Bovela – Ratchaburi Mitr Phol – 2014
- Sergio Suárez – Police United, Port FC – 2014, 2017–
- David Rochela – Buriram United, Port FC – 2014–15, 2017–
- Rufo Sánchez – PTT Rayong FC – 2014

### 2015
- Aridane Santana – Bangkok Glass – 2015
- Toti – Bangkok Glass – 2015–18

### 2016
- Mario Abrante – Muangthong United, Police Tero – 2016–17
- Francisco Javier González Muñoz – Pattaya United – 2016
- Xisco Jiménez  – Muangthong United – 2016–2017

## Schweden
- Olof Hvidén-Watson – Osotspa Saraburi FC, Navy FC, Port FC – 2010–12

## Schweiz
- Oumar Kondé – TOT SC – 2011
- Damian Bellón – Saraburi FC – 2015

## Syrien
- Mohamad Al Hasan – Bangkok United – 2013
- Gilson César Santos Alves – Suphanburi FC – 2017
- Marcelo Rodrigo Xavier – Suphanburi FC – 2017

## Timor-Leste
- Emerson Cesario – Émerson – Chiangrai United – 2012

## Trinidad & Tobago
- Kendall Jagdeosingh – Chainat Hornbill FC – 2012–13
- Yohance Marshall – Chainat Hornbill FC – 2012
- Seon Power – Chainat Hornbill FC – 2013–14

## Togo
- Dosseh Attivi – Sisaket FC – 2010
- Thomas Dossevi – Chonburi FC – 2012
- Mawouna Amevor – Chonburi FC – 2019–

## Uganda
- Arbade Bironze – Nakhon Pathom United FC – 2007–09

## Ungarn
- Norbert Csiki – Sisaket FC – 2016

## Ukraine
- Dmitriy Gorbushin – BEC Tero Sasana – 2015

## Usbekistan
- Anvar Rajabov – Buriram United  – 2012
- Asqar Jadigerov – Buriram United – 2012

## Venezuela
- Andrés Túñez – Buriram United – 2015–

## Vereinigte Staaten
- Jerome Watson – Raj-Pracha FC – 1997
- Devala Gorrick – Pattaya United – 2010

## Vietnam
- Lương Trung Tuấn – Port FC – 2004–05
- Michal Nguyễn – Air Force United – 2018
- Hoàng Vũ Samson – Buriram United – 2018
- Đặng Văn Lâm - Muangthong United − 2019–

## Wales
- Michael Byrne  – Nakhon Pathom United FC, Chonburi FC, Bangkok Glass, Chainat Hornbill FC – 2009–13

## Zentralafrikanische Republik
- Franklin Clovis Anzité – Samut Songkhram BTU FC – 2014

## Zimbabwe
- Mike Temwanjer – Bangkok United – 2014